# Oswald Myconius
Oswald Geisshüsler dit Oswald Myconius ou Myconius alias Molitor, né en 1488 à Lucerne et mort le 14 octobre 1552 à Bâle, est un humaniste et théologien réformé suisse qui est proche d'Érasme et d'Ulrich Zwingli dont il est le premier biographe. 

## Biographie
Fils d'un meunier de Lucerne, Oswald Geisshüsler entame ses études à l'école latine de Rottweil puis à Berne, suivant l'enseignement de Michael Rubellus en compagnie de Glaréan avec lequel il noue des liens étroits mais qui, à sa différence n'embrasse pas la Réforme. Il se rend ensuite à Bâle de 1510 à 1514 où il obtient un baccalauréat en philosophie après l'obtention duquel il a charge de maître d'école latine à l'école de Saint-Théodore. C'est à Bâle qu'il rencontre Érasme — dont il aurait reçu le surnom de « Myconius » — mais également le peintre Hans Holbein le Jeune. Myconius détient un exemplaire de l'Éloge de la folie de l'humaniste de Rotterdam qu'il demande au jeune peintre d'illustrer, ce qu'il fera en produisant près de quatre-vingt illustrations en à peine dix jours, pour une édition devenue fameuse auprès des spécialistes érasmiens pour les nombreuses annotations de son propriétaire.

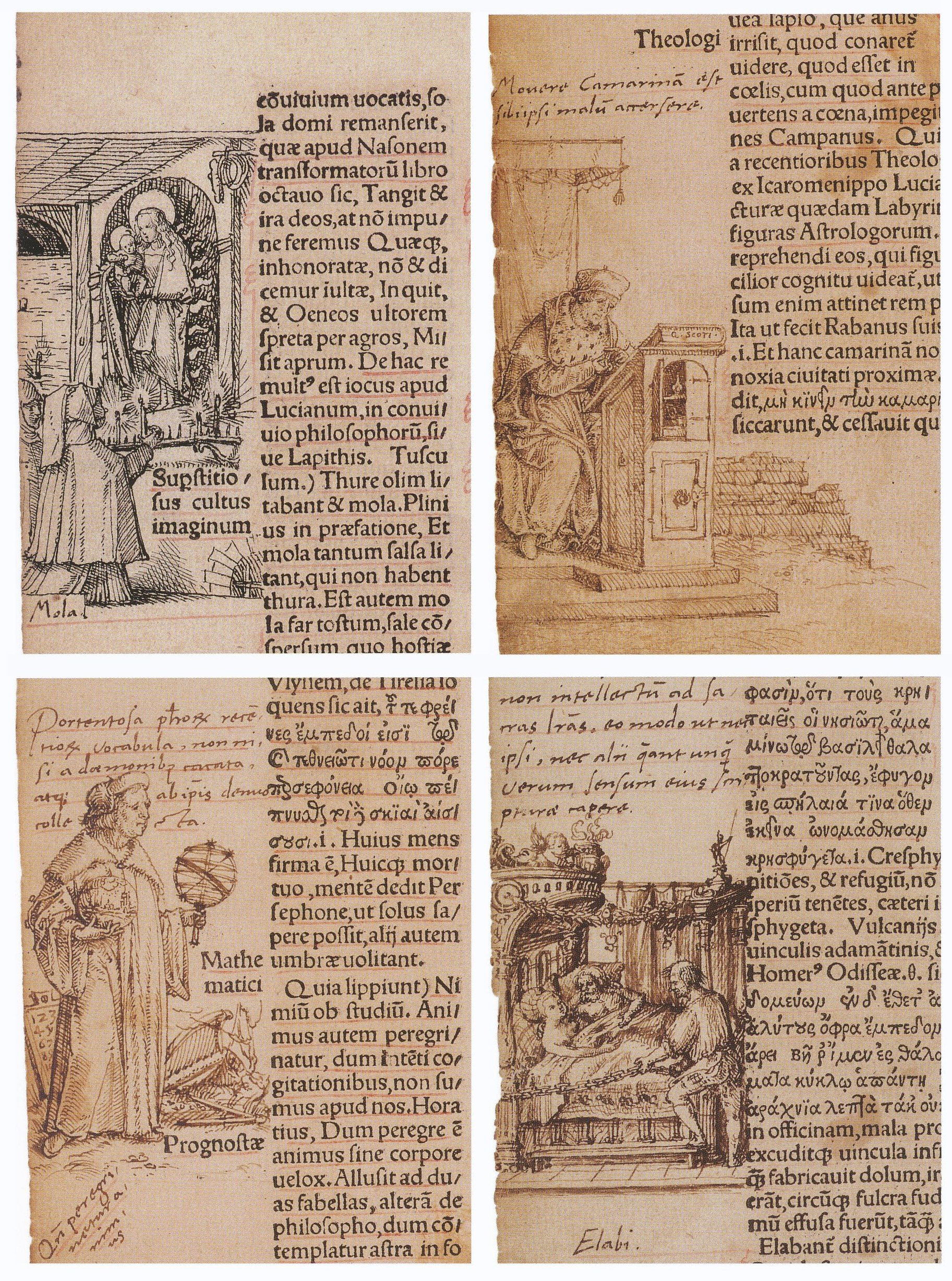
Feuillets de lÉloge de la folie appartenant à Myconius, annotés par lui et illustrés dans les marges par Hans Holbein le Jeune, 1515

Théologien laïc et autodidacte, il enseigne à Bâle puis à Zurich où il rencontre Zwingli en 1516, dont il devient un compagnon. Il retourne enseigner dans sa ville natale en 1519 — année où il rédige un commentaire sur l'Helvetiae descriptio de son ami Glaréan ainsi qu'un dialogue contre la guerre aujourd'hui perdu — mais en est chassé trois ans plus tard pour ses affinités luthériennes. Il se rend alors à Einsiedeln, puis retourne à Zurich où il s'installe en 1523. Il y prend part aux débats avec les catholiques et les anabaptistes.
Après la mort de Zwingli lors de la seconde bataille de Kappel en octobre 1531 puis celle d'Œcolampade en novembre de la même année, cet homme profondément religieux est appelé par le sénat de Bâle pour devenir le chef — l'antistès — de la communauté réformée de la ville, fonction qu'il occupera jusqu'à sa mort vingt ans plus tard. Il devient également pasteur de la cathédrale de Bâle et enseigne également l'Ancien Testament et la théologie à l'université, dispensant un enseignement suivant les idées théologiques de la réforme, mais influencé par les opinions érasmiennes. Esprit conciliant, il adopte une attitude modérée dans la querelle eucharistique, qui oppose les tenants de Zwingli — dont il fait partie — aux luthériens et aux bucériens, attitude qui se retrouve quelques années plus tard lors des controverses qui opposent Osiander à la plupart des théologiens protestants sur la justification. 
En 1534, il rédige la Première Confession de Bâle puis, en 1536, participe à la rédaction de la Seconde Confession de Bâle plus connue sous le nom de Première Confession helvétique. Il collabore à la publication de la Correspondance d'Œcolampade et de Zwingli, soutient la première édition du Coran en latin par Theodor Bibliander et rédige la première biographie consacrée à Zwingli, De Vita et Obitu H. Zwinglii, en 1536. Myconius meurt en 1552.

## Œuvres
- (la) Heinrich Glarean, Oswald Myconius, Descriptio de situ Helvetiae, et vicinis gentibus, per eruditissimum virum Henricum Glareanum Helvetium, poetam laureatum… cum commentariis Osvaldi Myconii Lucernani, Leiden 1983 (éd. orig.1519)
- (la) Osvaldi Myconii Lucernani Ad sacerdotes Helvetiae, qui Tigurinis male loquuntur suasoria, ut male loqui desinant, Tiguri anno 1524, mense Eebruario
- (la) Oswald Myconius, De Vita et Obitu H. Zwinglii, Bâle, 1536
- (de) Oswald Myconius ; Ernst Gerhard Rüsch (éd), Vom Leben und Sterben Huldrych Zwinglis. Das älteste Lebensbild Zwinglis ; lateinischer Text mit Übersetzung, Einführung und Kommentar, St. Gallen, 1979

## Sources partielles
- Bernard Roussel, article « Myconius, Oswald Geisshüsler dit », in Encyclopædia Universalis, édition 2010
- Gregor Egloff, « Myconius, Oswald » dans le Dictionnaire historique de la Suisse en ligne.